# Sodabrood
Sodabrood is brood dat met baksoda gemaakt wordt in plaats van met gist of een ander rijsmiddel. Naast baksoda, meel en zout bevat het karnemelk of yoghurt. Het zuur van de karnemelk of yoghurt gaat een reactie aan met de baksoda waardoor koolzuur ontstaat en het meel rijst. Het brood is populair in Ierland, maar wordt ook in Schotland gegeten en daarnaast onder meer in Polen. In de Verenigde Staten en Australië werd het door Europese kolonisten ingevoerd, maar mogelijk werden soortgelijke broden ook door andere bevolkingsgroepen bereid. Het is een eenvoudig te bereiden brood, ook in primitieve omstandigheden. 

## Ierland en Schotland
In Ierland heeft sodabrood een lange traditie. Dat heeft te maken met de kwaliteit van de Ierse tarwe. Deeg gemaakt van deze tarwe rijst niet goed met gist. Gedurende de grote hongersnood van omstreeks 1850 was er behoefte aan snel te bereiden brood. Daarom is voor een alternatief rijsmiddel gekozen. Er bestaan verschillende varianten van sodabrood, gemaakt van volkorenmeel of bloem en met karnemelk, yoghurt of stout. Er zijn tevens zoete soorten sodabrood, al dan niet gevuld met noten of rozijnen. Een daarvan is de Schotse 'bannock', een cake-achtig brood. In Ierland en Schotland worden scones soms bereid met baksoda.

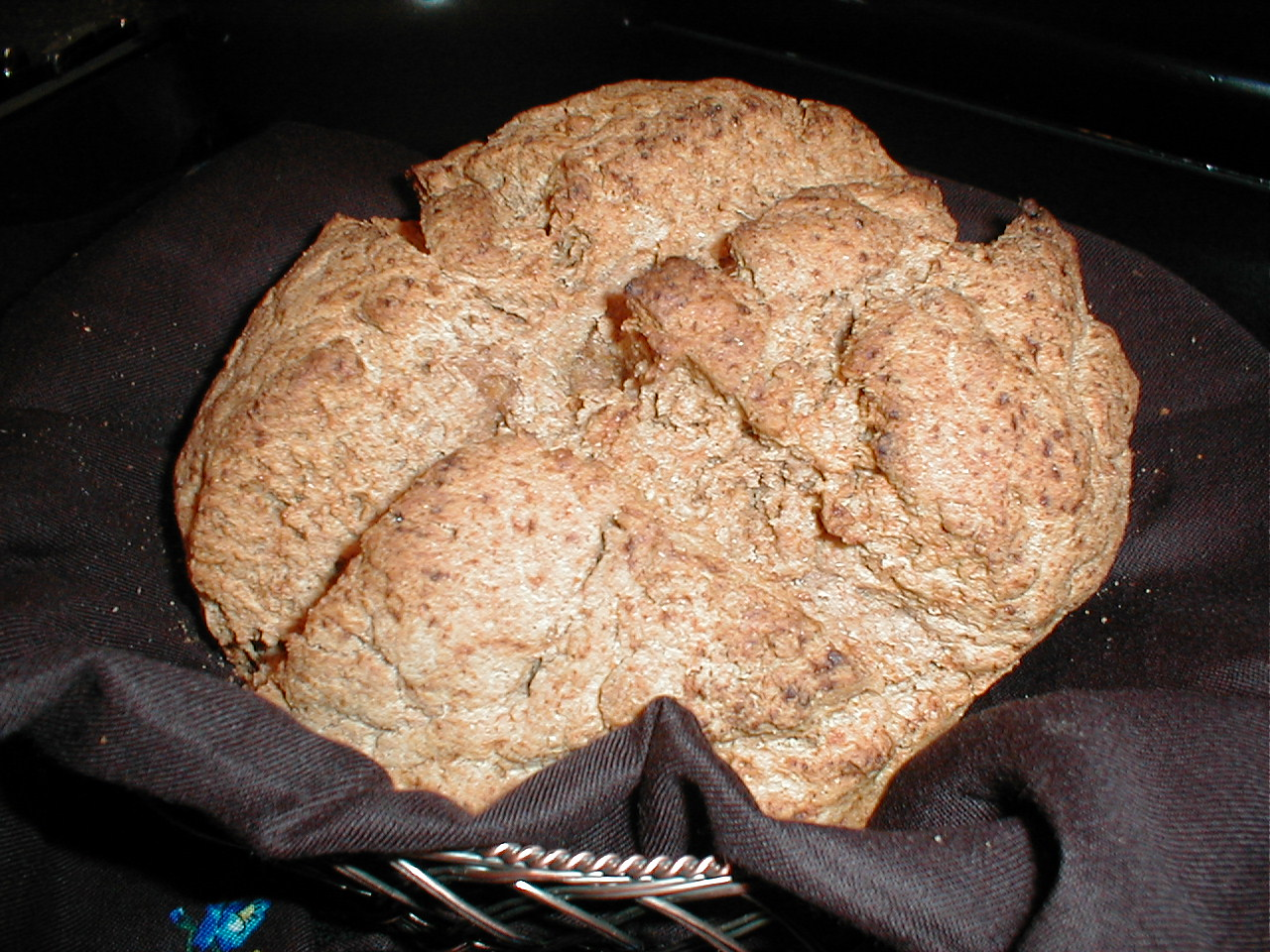
Iers volkoren sodabrood
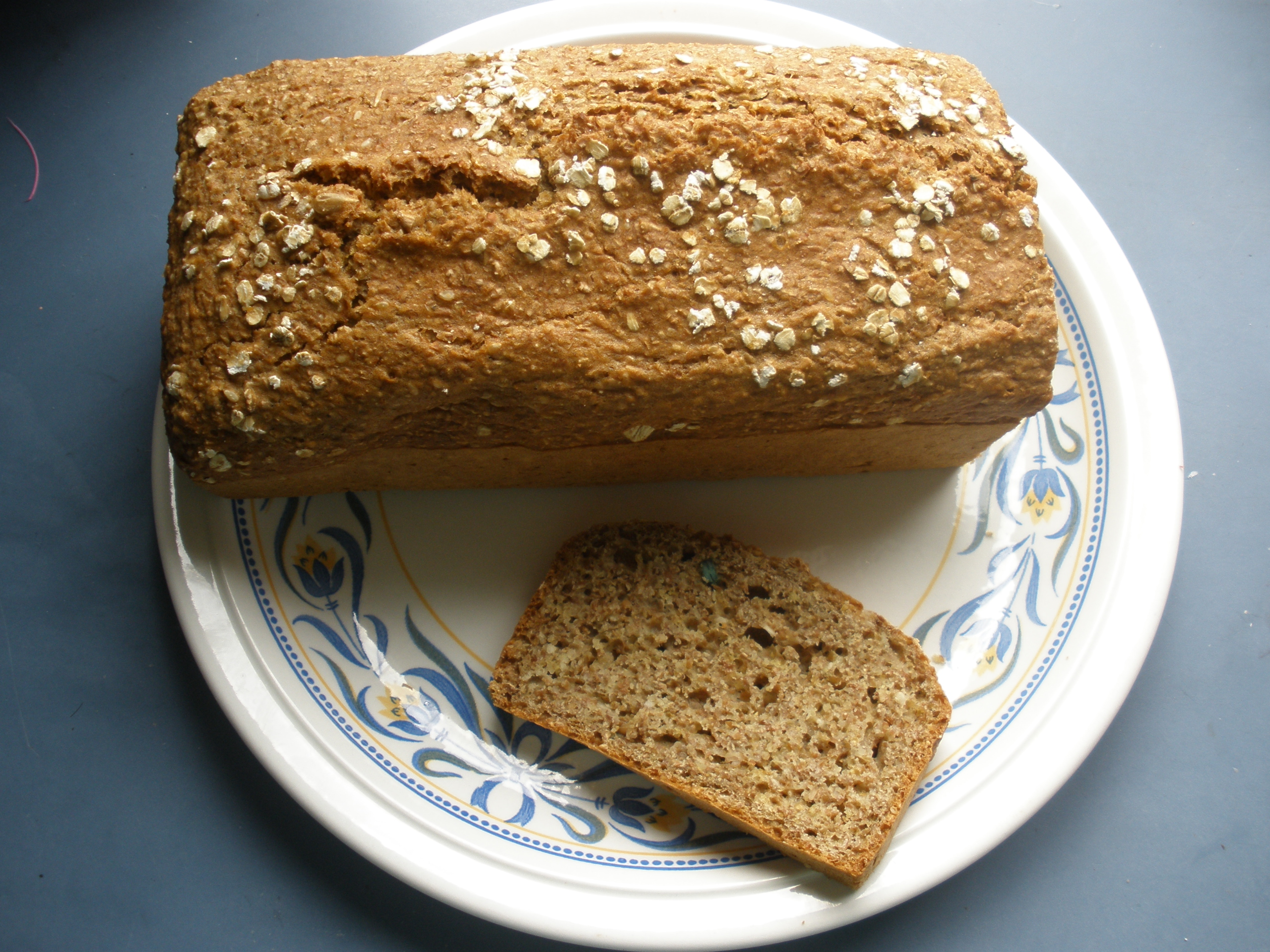
Zelfgemaakt Iers bruin  sodabrood
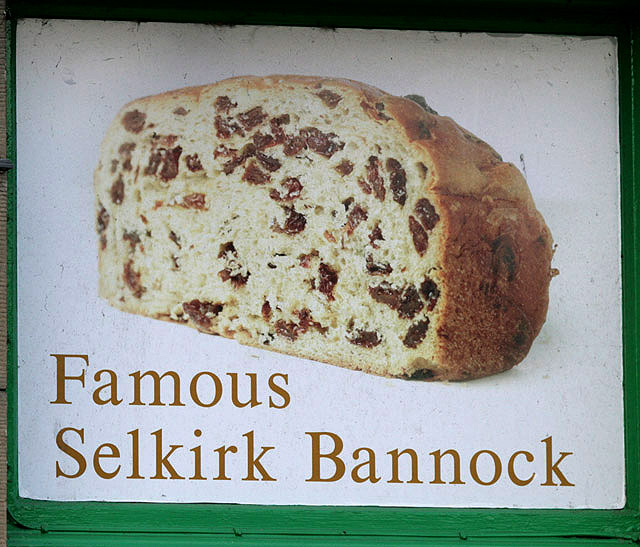
Een advertentie voor een variant van Schots sodabroad, Selkirk bannock
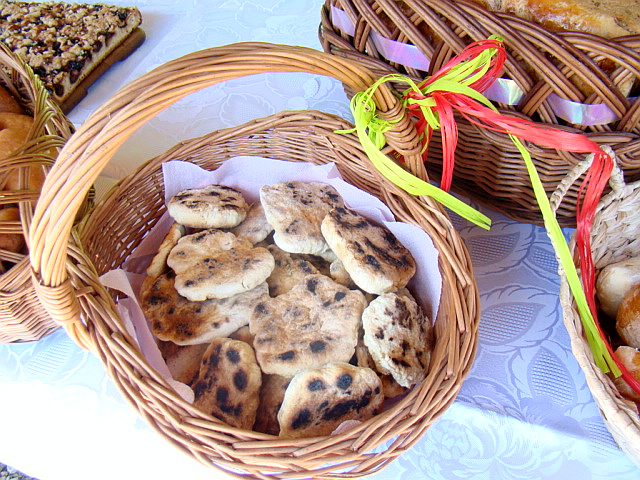
Pools plat sodabrood (proziaki)